# Еквілібристика

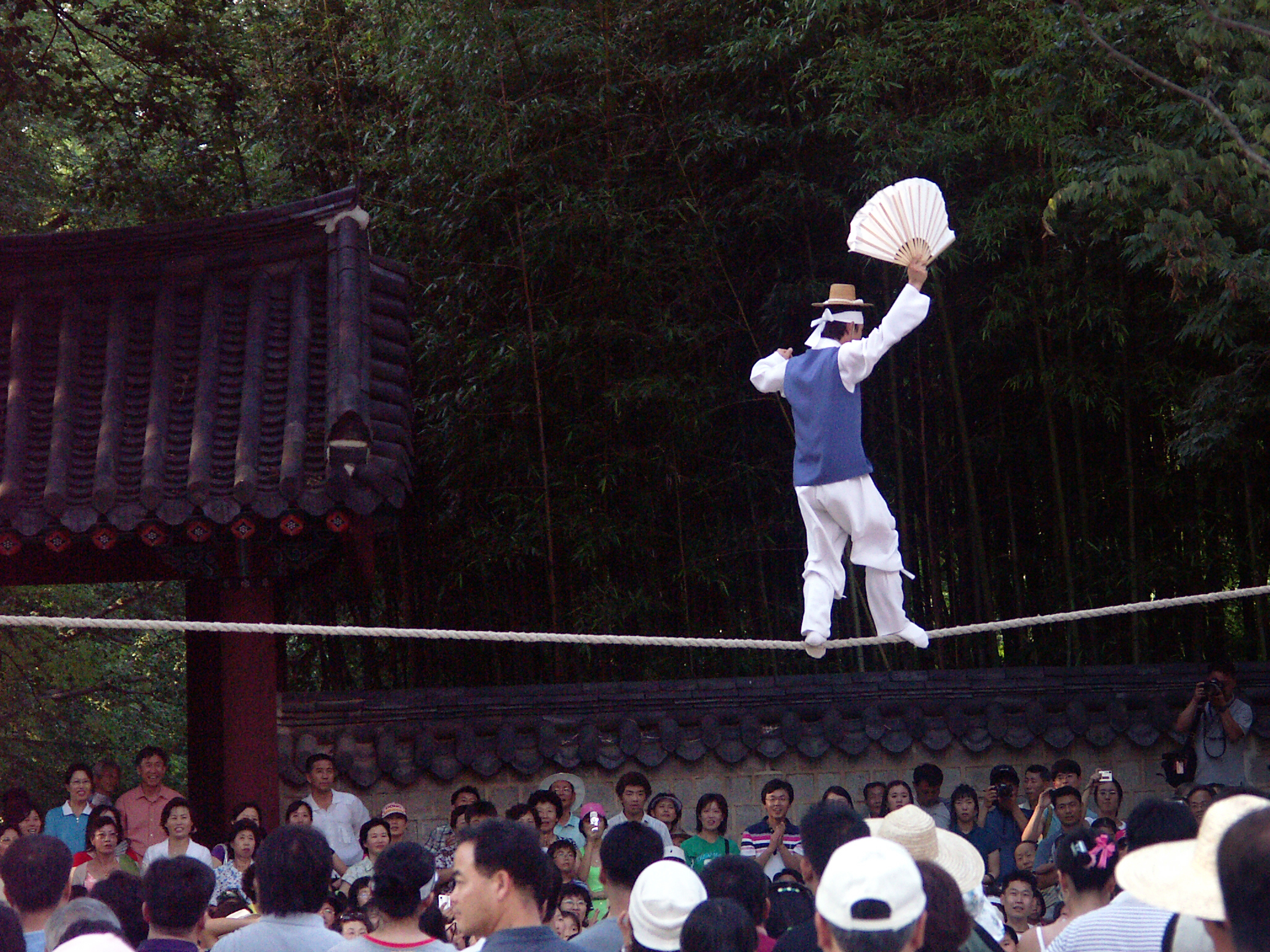
Ходіння по канату.

Еквілібристика (лат. aequilibris — «врівноважений») — жанр циркового мистецтва. Заснований на вмінні виконавця утримувати рівновагу при будь-якому нестійкому положенні тіла (вправи на канаті, кулі, драбині тощо). Може поєднуватися з акробатикою і жонглюванням. 
Може вживатися в переносному значенні, де означає "ходити по краю леза". Тобто знати міру у всьому ( в розмові, їжі тощо). Людину, яка гарно володіє цим вмінням називають "еквілібристом".